# 白腹歌鵖属
白腹歌鵖属（学名：Cossyphicula）是鹟科下的一个属。

## 下属物种
本属包括以下物种：
- 白腹歌鵖 Cossyphicula roberti (Alexander, 1903)